# IC 440
IC 440 ist eine Spiralgalaxie vom Hubble-Typ Sab im Sternbild Giraffe am Nordsternhimmel. Sie ist schätzungsweise 201 Millionen Lichtjahre von der Milchstraße entfernt und hat einen Durchmesser von etwa 90.000 Lichtjahren.
Das Objekt wurde am 16. November 1890 vom britischen Astronomen William Frederick Denning entdeckt.